# Andrew Hubatsek
Andrew Hubatsek es un actor y director de teatro estadounidense. 
Es miembro del conjunto asociado de Bloomsburg Theatre Ensemble. También actuó y dirigió programas como On the Westward Trail e Y1K, Life in the Year 1000.
También interpretó al personaje de Zelda en la película Pet Sematary de Stephen King en 1988 (y es un favorito de los fanáticos de la película), y un cajero en Blue Steel.
Hubatsek, junto con otras personas de la comunidad, trabaja como profesor de teatro en un grupo de teatro popular.